# John Dowland
John Dowland (1563 – Londres, 20 de Fevereiro de 1626) foi um compositor, alaudista e cantor, contemporâneo de William Shakespeare, nascido na Inglaterra, durante a era Elizabetana. Dowland escolheu a melancolia como sua persona, ficando conhecido como um dos grandes artistas melancólicos do período elisabetano.
John Dowland foi um músico versátil e, talvez, o mais famoso de sua época e era considerado um instrumentista virtuoso. Compôs música sacra, música secular, obras para canto e instrumentais. Sua música instrumental passou por uma grande revitalização, tendo sido incluída no repertório de violonistas eruditos a partir da segunda metade do século XX.

## Biografia
Muito pouco se sabe dos primórdios da vida de Dowland, mas é dito que nasceu em Londres, embora há historiadores e musicólogos que afirmam que ele teria nascido em Dublin, devido à origem irlandesa de seu patronímico familiar. Em 1580 Dowland vai para Paris, onde esteve a serviço de Sir Henry Cobhan, o embaixador inglês na corte francesa, e de Sir Edward Stafford. Em 5 de julho de 1588 obtém, na Universidade de Oxford, o bacharelado em música. Neste mesmo período se tornou católico e tal conversão, segundo o próprio, teria impedido sua indicação a um cargo, em 1594, na corte da rainha Elisabeth I, que era protestante. Entretanto, sua conversão não foi publicada, além do mais, o fato de ser católico não impediu que outros compositores (como William Byrd) de atuarem na corte inglesa.
Em 1597, Dowland publicou seu “Primeiro Livro de Canções” na Inglaterra. No ano seguinte, 1598, tornou-se um alaudista bem remunerado na corte de Cristiano IV da Dinamarca. Permaneceu no cargo até 1606, quando foi demitido por conduta insatisfatória. Volta à Inglaterra e, em 1612, começa a trabalhar para Theophilus Howard (Lorde Walden), II Duque de Suffolk, e é nomeado alaudista na corte do Rei Jaime I (sucessor da Rainha Elisabeth I).
Dowland tocou pessoalmente na cerimônia fúnebre de Jaime I e, um ano depois, em 1626, veio a falecer e seu filho, Robert Dowland, sucede ao seu posto nesta corte e se encarrega de cuidar das obras do pai.

## Carreira como Compositor

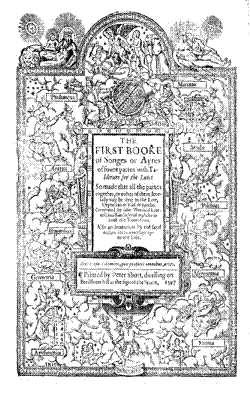
Capa do primeiro livro de árias, de 1597.

Dowland foi um compositor e alaudista muito famoso em seu tempo, tendo suas peças editas e arranjadas diversas vezes. Em 1597, Dowland publicou seu “Primeiro Livro de Canções” na Inglaterra. Trata-se de 21 canções, para 4 vozes e um alaúde, e uma galliard.
Em 1598, trabalhava na corte de Christian IV da  Dinamarca, mas continuava a publicar em Londres. Retornou a Inglaterra em 1606 e, mais tarde, em 1625 ocupou um dos postos de alaudista de James I. Não existem composições conhecidas do período em que trabalhou nesta corte até sua morte em 1626 na capital inglesa.
Muitas das músicas de Dowland são para um único instrumento, o alaúde. Sua obra inclui diversos livros com peças para alaúde solo, canções com acompanhamento deste mesmo instrumento e outras várias peças para viola e alaúde. O poeta Richard Barnfield escreveu que Dowland “divinamente toca o alaúde fazendo desaparecer o acaso ao senso humano”.
Uma de suas mais famosas canções é “Flow, my tears”, onde o primeiro verso diz:
| “ | Flow, my tears, fall from your springs, Exiled for ever, let me mourn Where night's black bird her sad infamy sings, There let me live forlorn. | ” |

Mais tarde, em 1604, escreveu sua grande obra instrumental, Lachrimae, ou Seven Tears, presente no Seven Passionate Pavans: um conjunto de sete pavanas para 5 violas e um alaúde, em contraponto engenhosamente trabalhado e tendo seus títulos escritos em latim (Lachrimae Antiquae, Lachrimae Antiquae Novae, Lachrimae Gementes, Lachrimae Tristes, Lachrimae Coactae, Lachrimae Amantis e Lachrimae Verae). Cada uma das pavanas é baseada em um tema retirado de Lachrimae Antiquae (que nada mais é do que um arranjo da canção Flow my tears) e representa um afeto único. O que une e permeia cada uma delas é o tetracorde frígio (Lá-Sol-Fá-Mi), um lugar-comum para a representação do lamento.  Esta primeira pavana, Lachrimae Antiquae , foi bastante popular no século dezessete e foi bastante arranjada e utilizada em diversas variações por vários compositores.
A música de Dowland frequentemente apresenta temas relacionados à melancolia, o que era algo bastante comum na música em seu tempo. Entre essas peças melancólicas, escreveu Semper Dowland, semper dolens, literalmente Sempre Dowland, sempre triste, na qual pode ser resumido muito de seu trabalho.
A música Come Heavy Sleepe, the Image of True Death, foi a inspiração para o Nocturnal after John Dowland para violão de Banjamin Britten, escrita em 1964 para o violonista Julian Bream. Este trabalho consiste em oito variações, todas baseadas em temas musicais de suas canções ou seus acompanhamentos de alaúde, por fim utilizando o violão.
Richard Barnfield, contemporâneo de Dowland, menciona o alaudista em seu poema VIII da The Passionate Pilgrim (1598):
| “ | If music and sweet poetry agree, As they must needs, the sister and the brother, Then must the love be great 'twixt thee and me, Because thou lovest the one, and I the other. Dowland to thee is dear, whose heavenly touch Upon the lute doth ravish human sense; Spenser to me, whose deep conceit is such As, passing all conceit, needs no defence. Thou lovest to hear the sweet melodious sound That Phoebus' lute, the queen of music, makes; And I in deep delight am chiefly drown'd When as himself to singing he betakes. One god is god of both, as poets feign; One knight loves both, and both in thee remain. | ” |

## Cronologia

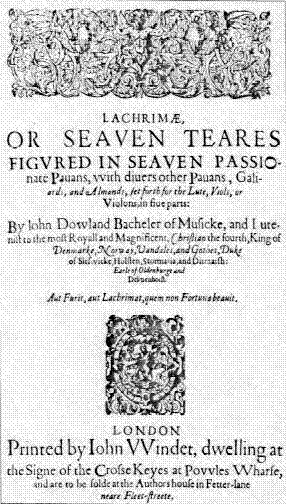
Capa da obra Lachrymæ, de 1605.

Abaixo uma linha cronológica com os fatos mais marcantes na vida e carreira de John Dowland:
- 1562/63 - Nascimento de John Dowland.
- 1580 - Vai a França a serviço do embaixador inglês. Converte-se ao catolicismo.
- 1582 - Retorna a Inglaterra  e se casa.
- 1586 - Nasce seu filho, Robert Dowland.
- 1588 - Obtém o bacharelado em música pela Universidade de Oxford.
- 1592 - Contribui na harmonização do Livro completo dos Salmos, do compositor Thomas Este.
- 1594 - É preterido a um cargo na corte da rainha Elizabeth I por ser católico. Viaja para Alemanha e Itália.
- 1595 - Escreve uma longa carta autobiográfica a Sir Robert Cecil, na qual confessa se converter ao protestantismo.
- 1596 - Algumas de suas composições para alaúde são publicadas sem sua permissão no livro "A new booke of tabulature, de William Barley.
- 1597 - Publica seu “Primeiro Livro de Canções” (original: First Booke of Songs or Ayres).
- 1598 - É admitido como alaudista na corte de Cristiano IV da Dinamarca, com um salário mais alto do que o praticado à época.
- 1599 - Contribui para o poema Psalmes of David in meter, de Richard Allison.
- 1600 - Publica seu “Segundo Livro de Canções” (original: Second Booke of Songs or Ayres).
- 1601 - Volta a Inglaterra para comprar instrumentos musicais para a corte dinamarquesa.
- 1603 - Publica seu “Terceiro e Último Livro de Canções” (original: Third and Last Booke of Songs or Ayres).
- 1605 - Publica o Lachymæ or Seven Tears figured in Seven Passionate Pavans para alaúde, viola ou violino, em cinco partes.
- 1606 - É demitido de seu posto na corte dinamarquesa. Escreve o prefácio do livro An Howres Recreation in Musicke, de Richard Allison.
- 1608 - Seu “Primeiro Livro de Canções” chega à quarta edição.
- 1609 - Publica sua tradução do livro Andreas Ornithoparcus, his Micrologus or Introduction containing the Art of Singing.
- 1610 - Contribui com algumas observas no livro de seu filho, Robet Dowland, Variete of Lute lessons,  e com três de suas canções na obra Musicall Banquett.
- 1612 - Publica a obra A Pilgrimes Solace. Começa a trabalhar para o Lorde Walden. É contratado por Jaime I como um de seus alaudistas.
- 1613 - Seu “Primeiro Livro de Canções” chega à quinta edição.
- 1614 - Contribui com dois hinos para a obra Teares or Lamentations of a Sorrow Soule, de Sir William Leighton.
- 1626 - John Dowland morre aos 21 dias de fevereiro, e é sucedido por seu filho, Robert, no cargo de alaudista do Rei.

## Principais obras
- First Book of Songs (1597)
- Second Book of Songs (1600)
- Third Book of Songs (1603)
- Lachrimae (1604)
- A Pilgrimes Solace (1612)
- Come, Heavy Sleep
- Come Again
- Flow my Tears
- I Saw my Lady Weepe
- In Darkness let me Dwell
- Sweet, Stay Awhile
- Lachrimae (peças para alaúde, 1598)